# Joe Davis

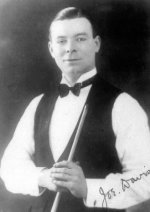
Joe Davis, kring år 1920.

Joseph "Joe" Davis, OBE, född 15 april 1901 i Whitwell, Derbyshire, död 10 juli 1978 i Hampshire, var en brittisk professionell carambole- och snookerspelare. Han var snookerns första storstjärna, och dominerade sporten fullständigt under 1920- och 1930-talen.
Joe Davis är inte släkt med snookerspelaren Steve Davis, men Joes yngre bror Fred Davis var också en framgångsrik snookerspelare.

## Titlar
- VM 1927–1940, 1946

## Böcker
Härnedan följer ett utdrag ur Joe Davis bibliografi.
- Joe, M.D. Davis (1975) [1949]. How I Play Snooker. London: Star Books. ISBN 978-0-352-30057-7
- Joe, M.D. Davis (1954) [1954]. Advanced Snooker. London: Country Life. ISBN B0000CJ1MO(Senare utgiven som Advanced Snooker for the Average Player.)
- Joe, M.D. Davis (1974) [1967]. Complete snooker. London: W. H. Allen. ISBN 0-491-01521-6(Senare utgiven som Complete Snooker for the Amateur.)